# Wicker Park
Wicker Park är en amerikansk film från 2004.

## Handling
Matthew och Lisa är oskiljaktiga. Deras passionerade kärlek går inte att ta miste på. Men så plötsligt försvinner hon - lämnar honom utan ett ord - och Matthews värld rasar samman. Nu, två år senare, har Matthew börjat komma över den värsta saknaden. Men när han plötsligt får vad han tror är en skymt av henne i folkvimlet är det som att han blivit träffad av blixten - han måste få se henne. Efter ett intensivt letande hittar han henne. Tror han. För när smärtan och begäret blir för stort kan den förvränga dina sinnesbilder.

## Om filmen
Regisserad av Paul McGuigan. Filmen är en nyinspelning av L'appartement från 1996.

## Tagline
- Passion never dies.

## Rollista (i urval)
- Josh Hartnett - Matthew
- Rose Byrne - Alex
- Matthew Lillard - Luke
- Diane Kruger - Lisa
- Christopher Cousins - Daniel
- Jessica Paré - Rebecca
- Vlasta Vrana - Jeweller
- Amy Sobol - Ellie